# Merops mentalis
Merops mentalis е вид птица от семейство Meropidae. Видът е почти застрашен от изчезване.

## Разпространение
Видът е разпространен в Гана, Гвинея, Камерун, Кот д'Ивоар, Либерия, Нигерия и Сиера Леоне.